# Nzega (TC)
Nzega (TC) ist ein Distrikt der Region Tabora in Tansania. Er grenzt im Osten an den Distrikt Igunga und sonst vom Land-Distrikt Nzega umgeben.

## Geographie
Nzega (TC) hat eine Fläche von 691 Quadratkilometern und 125.193 Einwohner (Volkszählung 2022). Der Distrikt liegt auf dem Zentralplateau von Tansania in einer Höhe von rund 1200 Meter über dem Meer. Das Land ist sanft hügelig mit saisonal gefluteten Tälern.
In Nzega herrscht Steppenklima, BSh nach der effektiven Klimaklassifikation. Die geringen Niederschläge von 741 Millimeter im Jahr fallen überwiegend in den Monaten November bis April. Die Durchschnittstemperatur schwankt zwischen 22,4 Grad Celsius im Dezember und 25,6 Grad im Oktober.

## Geschichte
Am 9. Dezember 2014 wurde Nzega (TC) zu einem eigenständigen Distrikt erklärt.

## Verwaltungsgliederung
Der Distrikt besteht aus dem einen Wahlkreis (Jimbo) Nzega Mjini und 10 Bezirken (Wards):

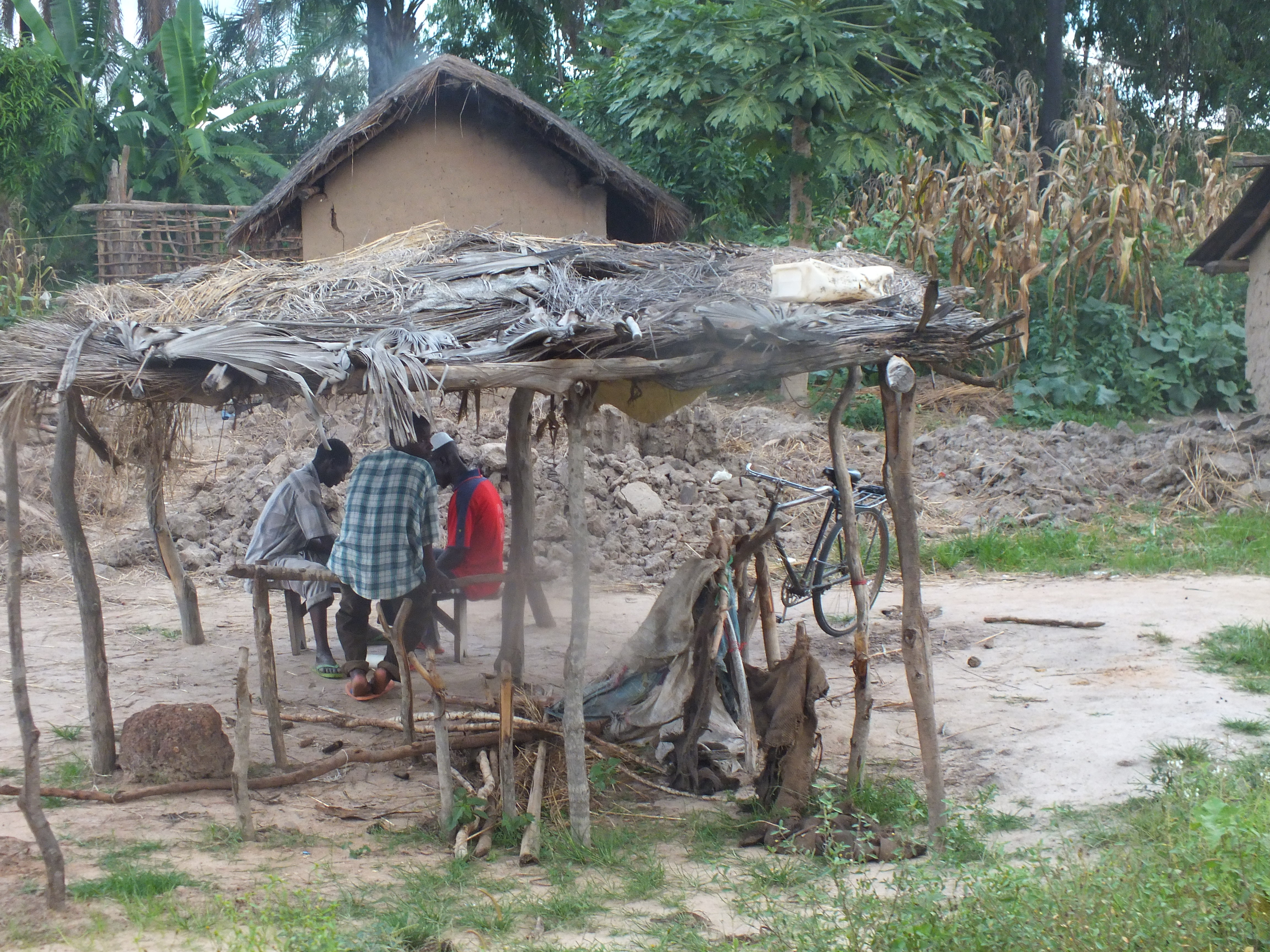
Am Stadtrand von Nzega

- Ijanija
- Itilo
- Kitangili
- Mbogwe
- Miguwa
- Mwanzoli
- Nzega Mjini Magharibi
- Nzega Mjini Mashariki
- Nzega Ndogo
- Uchama

## Bevölkerung
Die größte Ethnie im Distrikt sind die Sukuma, daneben leben auch Nyamwezi, Waha und Wanyiramba in Nzega.
Die Einwohnerzahl stieg von 66.827 bei der Volkszählung 2002 auf 87.860 bei der Zählung 2012, was einer Zunahme von mehr als 30 Prozent entspricht. Bei der Zählung 2022 lebten 125.193 Menschen in 28.813 Haushalten.

## Einrichtungen und Dienstleistungen
- Bildung: Die 39 Vorschulen werden von 2700 Kindern besucht. In 32 Grundschulen werden 18.000 Schüler von 450 Lehrern unterrichtet, 50 weitere Lehrer werden gesucht. Von den 11 weiterführenden Schulen sind 8 staatlich und 3 werden privat geführt. In diesen werden 2000 Studenten und 2500 Studentinnen ausgebildet (Stand 2015).[11]
- Gesundheit: Für die medizinische Versorgung der Bevölkerung gibt es ein Distrikt-Krankenhaus, je ein staatliches und ein privates Gesundheitszentrum und fünf Apotheken. Das liegt unter dem Plan, der ein Gesundheitszentrum je drei Gemeinden und eine Apotheke in jeder Gemeinde vorsieht.[12]
- Wasser: Im Jahr 2015 wurde weniger als die Hälfte der Bevölkerung mit sicherem und sauberem Wasser versorgt.[13]

## Wirtschaft und Infrastruktur
- Landwirtschaft: Etwa 85 Prozent der Bevölkerung leben von der Landwirtschaft. Sie trägt auch über 70 Prozent zu den Einnahmen des Distriktes bei. Die wichtigste Feldfrucht ist Reis, weiters werden Maniok, Mais, Süßkartoffeln, Sorghum und Hirse für die Eigenversorgung angebaut. Für den Verkauf bestimmt ist vor allem Baumwolle, aber auch Reis, Erdnüsse, Mais, Maniok und Sonnenblumen werden verkauft. An Haustieren werden überwiegend Rinder gehalten.[14]
- Andere Einnahmequellen: Etwa 9 Prozent der Bevölkerung leben von häuslichen Dienstleistungen und 6 Prozent von Handel und Gewerbe.[15]
- Straße: Nzega liegt an der Kreuzung zweier asphaltierten Nationalstraßen. Die T8 verläuft von Tabora im Süden nach Shinyanga im Norden. Nach Osten führt die T3 nach Singida.[16]